# Byahaut Bat Cave
Byahaut Bat Cave ou Cuerva Bat est une grotte côtière de la côte Ouest de l'Île de Saint-Vincent, dans les Caraïbes
La grotte est une attraction locale pour les bateaux organisant des sorties de plongée et tuba pour les touristes.
Cette grotte est connue pour abriter une grande et bruyante population de chauve-souris